# 土佐清水分屯基地
土佐清水分屯基地（とさしみずぶんとんきち、JASDF Tosashimizu Sub Base）とは、高知県土佐清水市下益野2078-2にある、航空自衛隊（空自）春日基地の分屯基地である。
四国で唯一の空自基地で、土佐清水通信隊が配置されている。警戒管制多重通信網太平洋ルートの通信中継を主任務としている。
分屯基地司令は、土佐清水通信隊長が兼務している。

## 配置部隊

### 西部航空方面隊隷下
- 西部航空警戒管制団
  - 土佐清水通信隊

## 沿革
- 1995年3月31日 - 土佐清水分屯基地開設。土佐清水通信隊新編。